# فرودگاه تتفورد ماینز
فرودگاه تتفورد ماینز (به انگلیسی: Thetford Mines Airport) یک فرودگاه همگانی است که یک باند فرود آسفالت دارد و طول باند آن ۱۳۷۲ متر است. این فرودگاه در کشور کانادا قرار دارد و در ارتفاع ۴۲۹ متری از سطح دریا واقع شده است.